# Shaun de Jager
Shaun de Jager (Pretoria, 28 giugno 1991) è un velocista sudafricano, specializzato nei 400 metri piani. Ha rappresentato il Sudafrica ai Giochi olimpici di Londra 2012.

## Record nazionali

### Seniores
- Staffetta 4×400 metri indoor: 3'08"45 ( Portland, 19 marzo 2014) (Thapelo Phora, Ofentse Mogawane, Jon Seeliger, Shaun de Jager)

## Palmarès
| Anno | Manifestazione      | Sede     | Evento      | Risultato  | Prestazione | Note  |
| ---- | ------------------- | -------- | ----------- | ---------- | ----------- | ----- |
| 2010 | Mondiali juniores   | Moncton  | 400 m piani | Semifinale | 47"47       |       |
| 2010 | Mondiali juniores   | Moncton  | 4 × 400 m   | Batteria   | 3'12"58     |       |
| 2012 | Giochi olimpici     | Londra   | 4 × 400 m   | 7º         | 3'03"46     |       |
| 2015 | Universiadi         | Gwangju  | 4 × 400 m   | Finale     | dq          |       |
| 2016 | Mondiali indoor     | Portland | 4 × 400 m   | Batteria   | 3'08"45     | [ 1 ] |
| 2016 | Campionati africani | Durban   | 400 m piani | Batteria   | dq          |       |
| 2016 | Campionati africani | Durban   | 4 × 400 m   | Bronzo     | 3'04"73     |       |